# (8155) Battaglini
(8155) Battaglini est un astéroïde de la ceinture principale.

## Description
(8155) Battaglini est un astéroïde de la ceinture principale. Il fut découvert le 17 août 1988 à Bologne par l'observatoire San Vittore. Il présente une orbite caractérisée par un demi-grand axe de 2,67 UA, une excentricité de 0,22 et une inclinaison de 2,5° par rapport à l'écliptique.

## Compléments